# Frankonia (motorfiets)
Frankonia is een historisch motorfietsmerk.
De bedrijfsnaam was: Frankonia AG, Bierfeld, later Frankonia Maschinenbau Gesellschaft Brändlein, Gelder und Hümpfner, Schweinfurt am Main.
In 1923 ontstonden in Duitsland honderden kleine motorfietsmerken, die bijna allemaal lichte, goedkope motorfietsjes gingen maken. Ze gebruikten daarvoor inbouwmotoren van andere merken die in eigen frames werden gemonteerd. Frankonia bouwde motorfietsen met liggende 145- en 175cc-DKW-blokken, eerst in Bierfeld, later in Schweinfurt, maar door de grote concurrentie werd de productie in 1925 beëindigd. In dat jaar gebeurde hetzelfde met meer dan 150 van deze kleine motorfietsmerken.